# Гранітне (Сарненський район)
Грані́тне — село у Вирівській сільській громаді Сарненського району Рівненської області України. Населення становить 535 осіб.

## Географія
Селом пролягає автошлях Т 1811.

## Історія
20 січня 1988 року, «Президія Верховної Ради Української РСР постановляє: Присвоїти найменування новозбудованому населеному пункту Сарненського району Ровенської області село Гранітне».
Село належить до 3 зони радіоактивного забруднення.

## Населення
За переписом населення 2001 року в селі мешкало 536 осіб.

### Мова
Розподіл населення за рідною мовою за даними перепису 2001 року:
| Мова       | Кількість | Відсоток |
| ---------- | --------- | -------- |
| українська | 527       | 98.51%   |
| російська  | 7         | 1.30%    |
| білоруська | 1         | 0.19%    |
| Усього     | 535       | 100%     |